# The Best of Vanessa Amorosi
«The Best of Vanessa Amorosi» (англ. Найкраще Ванесси Аморозі) — альбом австралійської співачки Ванесси Аморозі, який має її найкращі пісні. В Австралії вийшов 24 листопада 2005.

## Список пісень
Диск перший:
1. «Absolutely Everybody» (1998/99) (3:42)
2. «Have a Look» (1998) (3:35)
3. «I Wanna Be Your Everything» (1998) (3:36)
4. «Shine» (1999) (3:53)
5. «One Thing Leads 2 Another» (3:16)
6. «Turning Up the Heat» (3:09)
7. «Steam» (3:47)
8. «Spin (Everybody's Doin' It)» (3:02)
9. «The Power» (3:34)
10. «Everytime I Close My Eyes» (4:03)
11. «Follow Me» (3:29)
12. «Bitter Twist» (3:45)
13. «Change» (3:22)
14. «Back in Love» (3:44)
15. «True to Yourself» (3:41)

Диск другий:
1. «Have a Look» (кліп) (4:00)
2. «Absolutely Everybody» (1998 кліп) (3:50)
3. «Shine» (кліп) (3:50)
4. «Spin (Everybody's Doin' It)» (3:05)
5. «Everytime I Close My Eyes» (кліп) (4:03)
6. «Turn to Me» (анімаційний кліп) (3:34)
7. «Absolutely Everybody» (версія для клубів Англії) (3:50)
8. «Have a Look» (кліп) (4:00)

## Історія релізів
| Регіон          | Дата              |
| --------------- | ----------------- |
| Південна Африка | 24 листопада 2005 |
| Австралія       | 10 квітня 2006    |
| Велика Британія | 2006              |